# Yazīd II
Yazīd II ou ʾAbū Ḫālid Yazīd ibn ʿAbd Al-Malik (en arabe : أبو خالد يزيد بن عبد الملك), né en 687 et mort en 724, est le neuvième calife omeyyade. Il succède à son cousin ʿUmar II en 720. Il est le troisième fils de ʿAbd Al-Malik à devenir calife.

## Troubles internes
Dès son accession au pouvoir, Yazīd II s'engage contre les kharidjites, avec qui son prédécesseur ʿUmar II avait entamé des négociations. Après des débuts infructueux, les troupes de Yazīd II réussissent à prendre le dessus et tuent le leader kharidjite.
Yazīd ibn Al-Muhallab, destitué de son poste de gouverneur du Khorassan par ʿUmar II et emprisonné pour ses exactions, est en cavale. Il réussit à rejoindre l'Irak, où il rallie de nombreux partisans, refuse de reconnaître le califat de Yazīd II et crée un important soulèvement. Au début, il obtient quelques succès ; le calife décide alors d'envoyer ses meilleurs troupes sous le commandement de Maslama ibn ʿAbd Al-Malik. Les deux armées se rencontrent à la fin d'août 720. Une partie des hommes de Yazīd ibn Al-Muhallab désertent et celui-ci meurt au cours du combat. Maslama est par la suite nommé gouverneur de Bassorah, de Koufa et du Khorassan.
D'autres troubles, plus ou moins maîtrisés, éclatent dans les régions reculées du Califat.

## Campagnes militaires
En 721, Yazīd II nomme un nouveau gouverneur de Transoxiane. Ce dernier mène des expéditions dans la vallée de Ferghana. Yazīd II s'engage également dans une guerre contre l'Empire khazar. Les troupes omeyyades se dirigent vers Derbent, mais sont mises en échec par les Khazars, ce qui irrite fortement le calife. Il décide alors de rassembler une grande armée, bien équipée, qu'il met sous le commandement d'Al-Ǧarrāḥ ibn ʿAbd Allāh Al-Ḥakamiyy. Les Omeyyades franchissent la Koura et font des incursions et des prises de butin. Balanjar (en) est prise en 723.

## Mort
Yazīd II, atteint de tuberculose, meurt en 724. Son frère Hišām lui succède.

## Politique
Théophane le Confesseur rapporte que Yazīd II prône une politique iconoclaste en ordonnant la destruction des images chrétiennes à travers le Califat.